# Luiz Carlos Ferreira
Luiz Carlos Ferreira, bekannt als Luizinho (* 22. Oktober 1958 in Nova Lima, Minas Gerais) ist ein ehemaliger brasilianischer Fußballspieler. Er spielte in der Verteidigung.
Während seiner Karriere (1975–1996) spielte er für Villa Nova Atlético Clube, (2003 spielte ein anderer Fußballer namens Luizinho, Luiz Antônio de Oliveira, für Villa Nova) Atlético Mineiro, Cruzeiro und in Portugal für den Sporting Lissabon. Die Staatsmeisterschaft des Bundesstaates Minas Gerais (Campeonato Mineiro) gewann er neunmal hintereinander: (1978–1982, 1985, 1986, 1989, 1994) und mit Cruzeiro die Copa do Brasil 1993.
Er spielte zwischen August 1980 und Juni 1983 32-mal für Brasilien und schoss zwei Tore. Für Brasilien nahm er an der Weltmeisterschaft 1982 in Spanien teil und wirkte in allen fünf Spielen als Stammspieler mit.